# Möpkenbrot

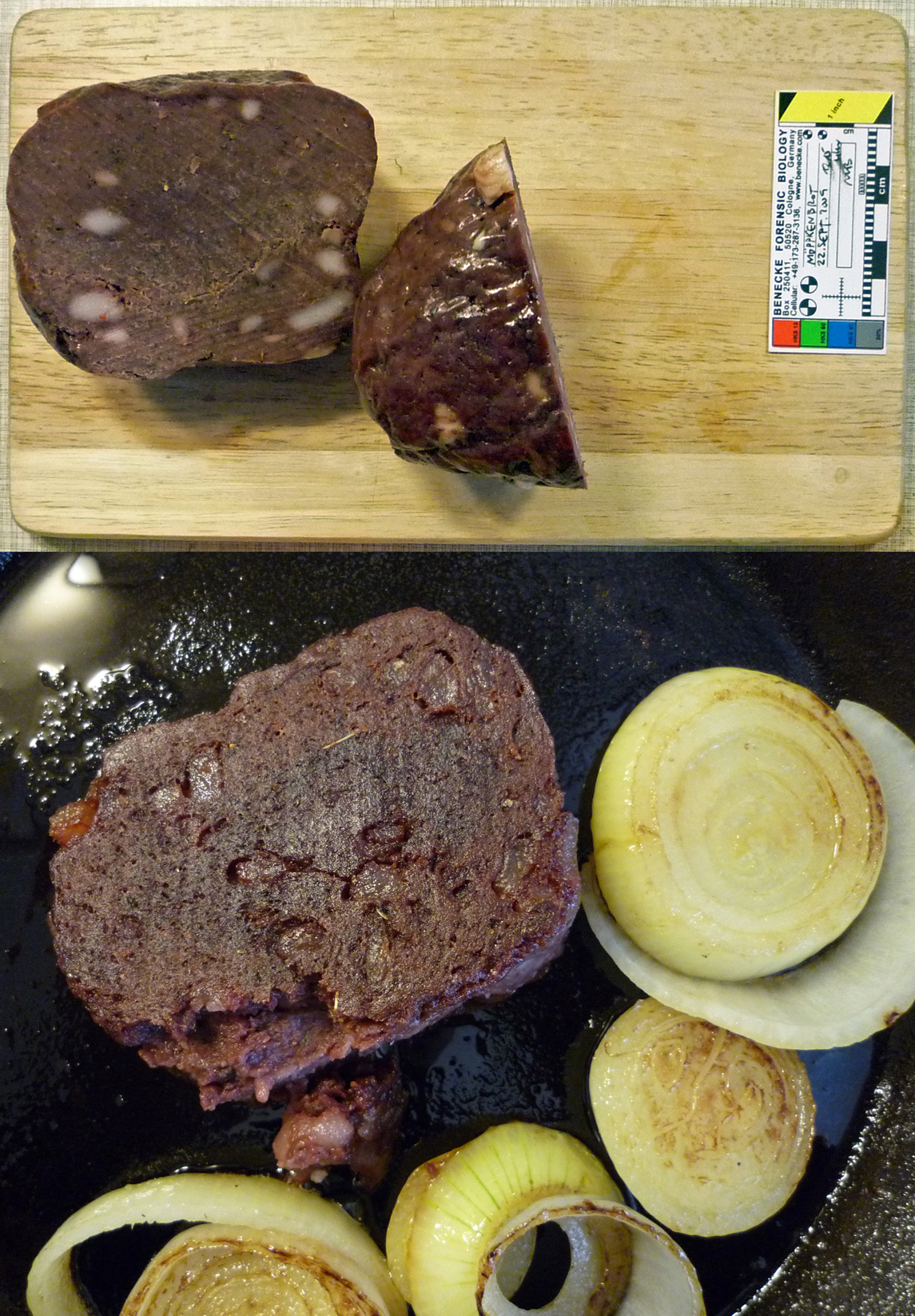
Möppkenbrot recién cortado (superior) y acompañado con cebollas a la plancha (inferior).

Möpkenbrot es un tipo de embutido cocido propio de la región del Ruhr en Alemania.
Los ingredientes principales son: tocino, máscara de cerdo (tejidos externos de la cabeza del cerdo), cuero de cerdo, sangre de cerdo y pan de centeno o harina de trigo.

## Preparación
Para prepararlo se trozan las máscaras y se las cocina en agua. Se corta el tocino en dados y se lo escalda. Posteriormente, las máscaras aun tibias junto con el cuero, la sangre y las cebollas son molidos para formar una pulpa fina. Luego los dados de tocino son sazonados con sal de curado a base de nitrato, pimienta, clavo de olor, nuez moscada y pimienta de Jamaica y mejorana, y agregados a la pulpa.
Finalmente la mezcla es aglutinada con la harina o trozos de pan y se conforman esferas o barras similares a las de pan. Estos se cuecen en agua caliente y se dejan enfriar antes de su consumo.
Especialmente en la zona de Westfalia el möpkenbrot se come tradicionalmente acompañado de remolacha.
La versión de Westfalia oriental es denominada "Wöpkenbrot", la cual posee reminiscencias del panhas de Westfalia. A menudo el wöpkenbrot es servido con stippgrütze.